# حق مكتسب
 حق مكتسب هي الحقوق التي تستحق للأشخاص عند ولادتهم، أو بحكم ولادتهم، أو نتيجة لولادته. قد تشتمل على الحق في الميراث والجنسية أو المواطنة في المكان الذي ولد فيه.
الحقوق المكتسبة قديمة وغالبا ما ارتبطت بمفاهيم لها علاقة بمفاهيم النظام الأبوي وترتيب الميلاد.ففي الكتاب الكتاب المقدس، يرتبط مفهوم الحق المكتب مع المولود البكر كما يرتبط تاريخيًا بحق الطفل الشرعي البكر، بموجب القانون أو العرف، في وراثة تركة الوالد بالكامل أو بشكل رئيسي فيما يتقدم على الطفل غير الشرعي أو أي قريب تابع. في القرن السابع عشر، استخدم الناشط الإنجليزي جون ليلبورن المصطلح فيما يتعلق بحقوق الإنجليز «للإشارة إلى كل ما هو مستحق لمواطن من إنجلترا»، والذي «يُطالب به القانون الإنجليزي إلى السلطات العليا». شاع المصطلح بالمثل في الهند من قبل المدافع عن الحكم الذاتي بال جانجادهار تيلاك في تسعينيات القرن التاسع عشر، عندما تبنى تيلاك الشعار الذي صاغه شريكه كاكا بابتيستا: «سواراج (الحكم الذاتي) هو حقي المكتسب وأنا سأحصل عليه». المصطلح ثم «بلغ منزلة شعار سياسي».
اما فيما يتعلق بحق المواطنة، «يشير مصطلح الحق المكتسب ليس فقط إلى اكتساب العضوية عند الولادة أو على أساس الولادة، ولكن أيضًا على أن العضوية يُفترض أنها حالة مدى الحياة للفرد ومستمرة عبر الأجيال للمواطنين كمجموعة». وهي إحدى السمات التي يمتاز بها القانون العام الإنجليزي. كانت قضية كالفن ،  والتي اثبتت بشكل خاص أن القانون العام الإنجليزي، «تُمنح حالة الشخص عند الولادة، وتستند إلى مكان الميلاد - فالشخص المولود في نطاق سيطرة الملك يدين بالولاء للملك، وفي المقابل فهو يستحق حماية الملك». وبناء على ذلك كانت الولايات المتحدة الأمريكية من الذبن تبنوا مبدأ الحق المكتسب كونه من الاعراف والقواعد القانونية القديمة الراسخة، وقد ذكرت المحكمة العليا في تفسيرها لعام 1898 للتعديل الرابع عشر لدستور الولايات المتحدة في قضية الولايات المتحدة ضد. وونغ كيم آرك ، حيث تضمن التعديل الرابع عشر تاكيدا على القاعدة القديمة والأساسية للمواطنة بالولادة داخل الإقليم، في الولاء وتحت حماية البلد، بما في ذلك جميع الأطفال المولودين هنا لأجانب مقيمين، دون الاخلال بالاستثناءات.